# Cantallops (organista)
Cantallops (es desconeix el seu nom de pila) va néixer a Catalunya aproximadament l'any 1760. Va ser un músic i compositor català.
El musicòleg Joaquim Nin va publicar en 1925 una Sonata per a tecla en Do menor amb la signatura de Cantallos, és a dir, amb la grafia castellana que s'ha arribat a divulgar molt més que la de Cantallops, present en el territori català com a patronímic i topònim. Aquesta sonata es va arribar a popularitzar perquè ha estat present dins del repertori de grans clavecinistes i pianistes, els quals interessats en la música per a tecla del segle xviii. Encara que avui dia, es desconeix on es troba el manuscrit original consultat per Nin.
Així mateix la data de naixement de Cantallops i la composició d'aquesta sonata (que Nin situa entre els anys 1760 i 1795) s'hauria d'analitzar-se i estudiar-se després de l'existència d'un manuscrit de l'any 1776, el qual pertany al ducat de Villahermosa. Aquest manuscrit ha estat descrit per Antonio Baciero l'any 1979, en el qual es troba quatre sonates per parelles que eren inèdites de Cantallops. Segons Baciero, les quatre sonates mostren la mateixa autoria que defensava Joaquín Nin.
L'estil que utilitzava Cantallops per a les seves composicions era plenament "scarlattiano". Gairebé totes les obres d'aquest compositor català es caracteritzaven per tenir un sol moviment. En el cas de la Sonata en Do menor, es caracteritzava per tenir una estructura oberta i amb lliure d'asimetria. Segons la classificació de Ralph Kirkpatrick en la seva obra sobre Domenico Scarlatti, és defensada per Nin com una obra meravellosa i amb un efecte que evoca un ús de "zapateado" que arriba a simbolitzar la signatura espanyola d'un compositor al qual li encanta l'estil italià. Per a Václav Jan Sykora (va editar la peça) Cantallops va ser un compositor excel·lent i pràcticament deuria considerés com a nacional.